# Residu alimentari

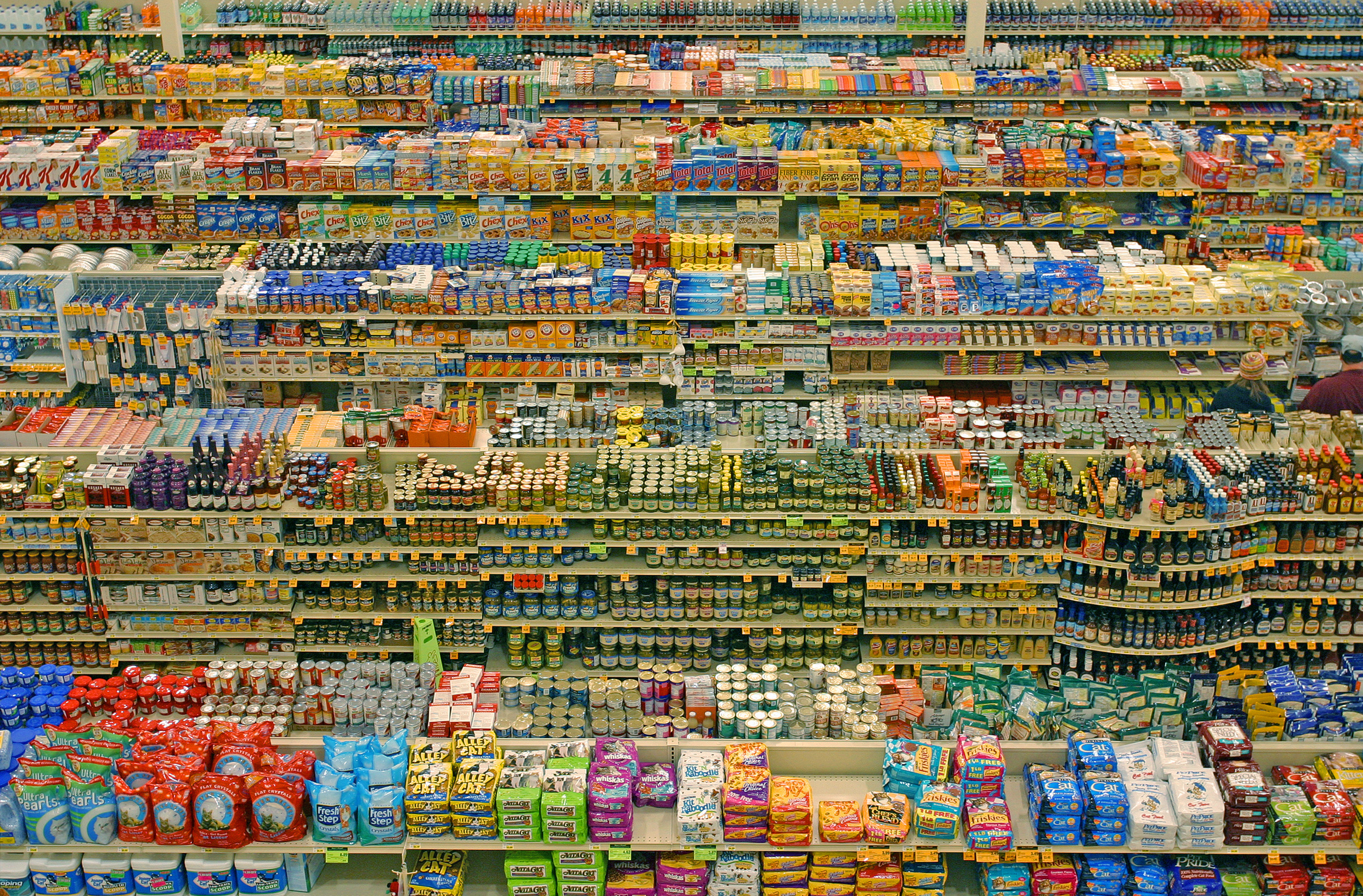
Departament d'empaquetament d'aliments en un centre comercial de Portland, Oregon

Un residu alimentari és qualsevol substància comestible, crua o cuinada, que és descartada, o prevista o requerida a ser descartada", d'acord amb les directrius de la Comissió Europea; és un terme específic per a un tipus de residu o rebuig. Com que diverses organitzacions tenen la seva pròpia definició de «rebuig», també tenen la seva pròpia definició per al que és un «residu alimentari».
L'Agència de Protecció Ambiental dels Estats Units (United States Environmental Protection Agency, l'EPA o de vegades USEPA) el defineix com "deixalles de menjar preparat, o menjar que no s'ha menjat en residències i establiments comercials com botigues de queviures, restaurants, i locals de producció, cafeteries i cuines institucionals i fonts industrials com els menjadors d'empleats.

## Definició
El 1975, la Comissió Europea, òrgan executiu de la Unió Europea, va donar la definició legal dels residus, amb validesa en tots els estats de la Unió: "Qualsevol substància o objecte per al qual s'obliga al propietari per esborrar o eliminar com exigeix les lleis estatals vigents." La present Directiva (75/442/CEE), va ser adoptada l'any 1991 (91/156), amb l'addició de les "categories de residus" (annex I) i l'omissió de tota referència a les legislacions estatals. L'annex I classifica els tipus de residus en termes de com es generen, i algunes categories específiques de determinats tipus de residus: "En els productes que la data d'ús apropiat caduqui", les etiquetes dels residus alimentaris, han de fer referència a la "data de caducitat de l'aliment".
Als Estats Units, l'Agència de Protecció Ambiental considera els residus d'aliments com "restes de menjar i deixalles de la preparació dels aliments per part d'empreses com ara botigues d'aliments, restaurants, cafeteries i cuines, i les activitats industrials, com ara els menjadors col·lectius. Tot i que l'EPA és una agència nacional, cada estat té l'oportunitat d'oferir la seva pròpia definició per als residus d'aliments, de conformitat amb les polítiques nacionals i que no estan en desacord amb altres definicions, encara que molts estats no en fan ús.
La definició de tractament de residus d'aliments pot variar en funció de determinats paràmetres: de què estan fets els residus, com es produeixen, on i què es produeix i quina font primària té què es genera. La definició pot variar i es complica per moltes raons; alguns grups no tenen en compte els residus dels residus de processament d'aliments com una causa real de les seves aplicacions; també cal considerar que algunes definicions es basen en definicions d'altres tipus de residus, com per exemple els residus agrícoles.